# 邁里季
35°48′N 8°14′E / 35.800°N 8.233°E
邁里季（阿拉伯语：‎），是阿爾及利亞的城鎮，位於該國東北部泰貝薩省，由溫扎區負責管轄，面積297平方公里，2008年人口11,713，人口密度每平方公里39人。